# پیر مرو
پیر مرو (به فرانسوی: Pierre Mérot) نویسنده قرن بیستم میلادی اهل فرانسه است.